# 20056 Roccati
20056 Roccati este o planetă minoră (asteroid), cu un diametru de 7,037 km, din centura de asteroizi. A fost descoperită pe 21 martie 1993 la Observatorul La Silla de Uppsala–ESO Survey of Asteroids and Comets⁠(d). 
Obiectul prezintă o orbită caracterizată de o semiaxă mare de 2,7018444 UAi, o excentricitate de 0,1, o înclinație de 4,0729 ° în raport cu ecliptica.